# Kleinbettingen
Kleinbettingen (Luxemburgs: Klengbetten) is een plaats in de gemeente Steinfort en het kanton Capellen in Luxemburg aan de Belgische grens. Kleinbettingen telt ca. 855 inwoners (2008) en heeft een treinstation.

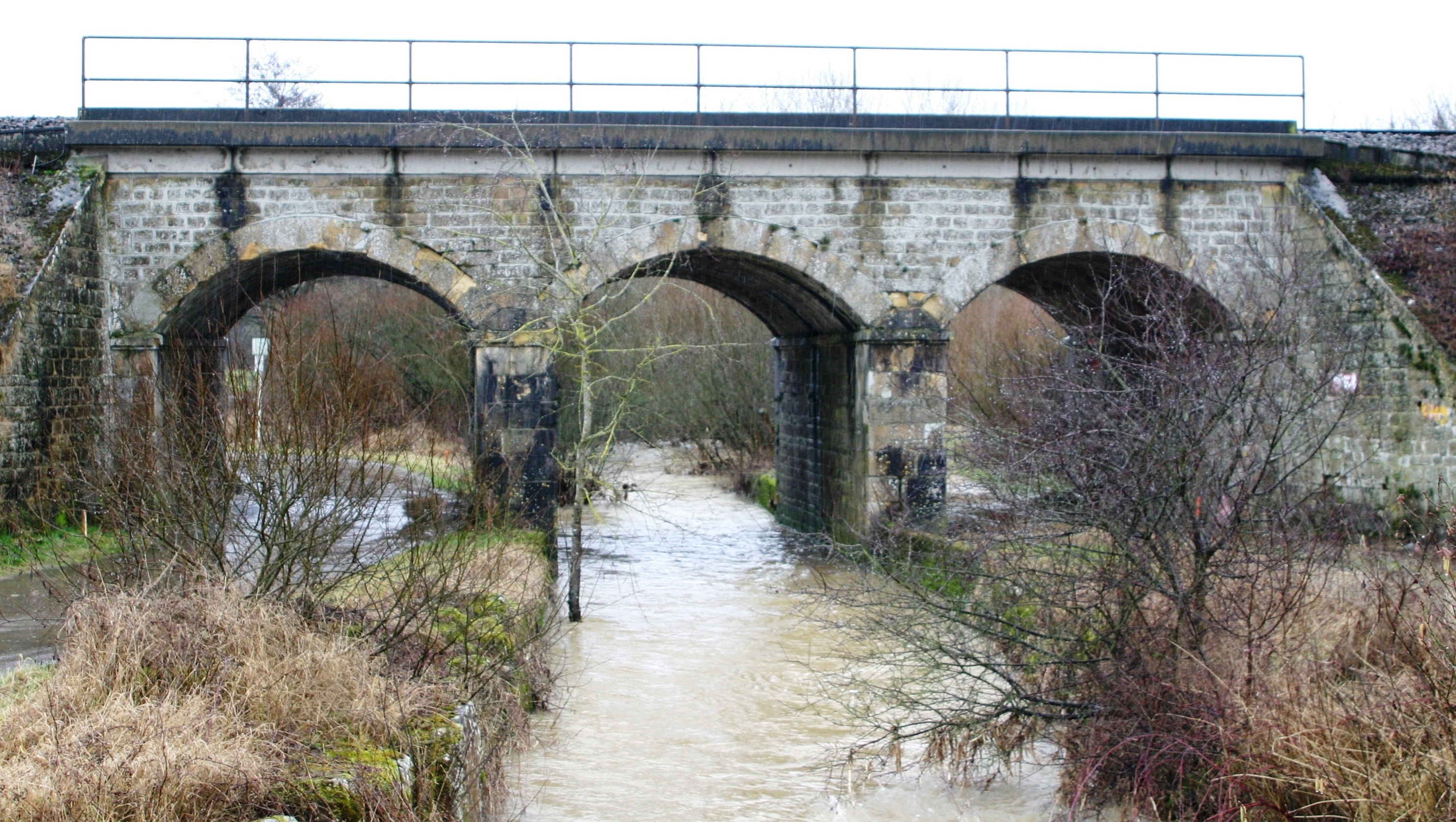
De driedubbele brug over de Eisch bij Kleinbettingen

Grass · Hagen · Kleinbettingen · Steinfort

Luxemburgse gemeenten · Kanton Capellen · Luxemburg